# Йерегорд, Эрнст-Хуго
Эрнст-Хуго Йерегорд (швед. Ernst-Hugo Järegård, урожд. Ernst Hugo Alfred Järegård; 12 декабря 1928 — 6 сентября 1998) — шведский актёр.

## Биография
Эрнст-Хуго Йерегорд родился в городе Истад, лен Мальмёхус, Швеция. С 1962 года он был актёром Шведского Королевского Драматического Театра, тогда же сыграл ряд блестящих ролей: эксцентричного Гитлера в «Швейке во Второй Мировой Войне» (постановка Бертольда Брехта, 1963), Эстрагона в легендарной постановке 1966 года Самюэла Беккета «В ожидании Годо», Терсита в шекспировской пьесе «Троил и Крессида» (1967), Оргона в пьесе Мольера «Тартюф» (1971), Яльмара Экдаля в постановке Ингмара Бергмана (1972) ибсеновской «Дикой утки», Нерона в «Британнике» Жана Расина (1974) и др. Йерегорд на протяжении 90-х годов активно сотрудничал с датским режиссёром Ларсом фон Триером. Их дружба продолжалась вплоть до самой смерти Йерегорда. Его можно увидеть в таких фильмах как «Европа»(1991), «Королевство»(1994—1997), «Трансформер-портрет Ларса фон Триера»(1997).

## Фильмография
- Raggargänget (1962)
- Svenska bilder (1964)
- Ön (1966)
- Tartuffe (TV theatre) (1966)
- Waiting for Godot (TV theatre) (1971)
- Kvartetten som sprängdes (aka «The Quartet That Broke Up») (mini series) (1973)
- De tre från Haparanda (mini series) (1974)
- En handfull kärlek (1974)
- Fimpen (1974)
- Släpp fångarne loss, det är vår! (Release the Prisoners to Spring) (1975)
- Chez Nous (1978)
- Clownen Jac (TV theatre; monologue) (1981)
- Hans Christian och sällskapet (TV) (1981)
- Gråtvalsen (TV theatre) (1982)
- Skånska mord (aka «Skåne Murders») (TV series) (1986)
- VD (TV theatre) (1988)
- Европа (Europa) (1991)
- Den goda viljan (Best Intentions) (1992)
- Рогатка (The Slingshot) (1993)
- Nästa man till rakning (TV series) (1993)
- Королевство (1994)
- Cheek to Cheek (TV theatre) (1997)
- Королевство II (1997)